# توری فرو
توری فرو (ایتالیایی: Turi Ferro؛ ‏ ۱۰ ژانویهٔ ۱۹۲۱ – ۱۰ مهٔ ۲۰۰۱) بازیگر اهل ایتالیا بود.
از جمله فیلم‌های او می‌توان به هفت ضربدر هفت، بازپرسی به پایان رسید، فراموش کنید، خدمتکار منزل، ریتا پشه، اغوای میمی، بداندیش ۲۰۰۰، به نوبت، مردی برای سوزاندن، بداندیش و تو می‌خندی اشاره کرد.
وی در سال ۱۹۷۴ برنده روبان نقره‌ای بهترین بازیگر نقش مکمل مرد شده‌است.